# مملكة سردينيا
مملكة سردينيا وأيضًا بييمونتي سردينيا هي تسمية تشير إلى ممتلكات بيت سافويا منذ 1720 أو 1723 وما بعدها،  بعد منح عرش سردينيا للملك فيتوريو أميديو الثاني سافويا بموجب معاهدة لاهاي (1720). عوضه ذلك عن خسارة عرش صقلية لصالح النمسا وسمح له بالاحتفاظ بلقب ملك، حيث أن اللقب «ملك سردينيا» موجود منذ القرن الرابع عشر. ضمت المملكة إلى جانب سردينيا كلًا من سافويا وبييمونتي ونيس وليغوريا بما فيها جنوى، التي ضمت بموجب مؤتمر فيينا في 1815. أصبح اسم الدولة رسميًا مملكة سردينيا وقبرص والقدس حيث احتفظ آل سافويا بمطالبهم في عرشي القدس وقبرص رغم أن كليهما كانتا تحت الحكم العثماني ولفترة طويلة. خلال أغلب القرنين الثامن عشر والتاسع عشر، كانت تورينو عاصمة المملكة السياسية والاقتصادية. في 1860، جرى التنازل عن سافويا ونيس لصالح فرنسا مقابل الموافقة والمساعدة الفرنسية في توحيد إيطاليا. في 1861، أصبحت مملكة سردينيا الدولة المؤسسة لمملكة إيطاليا الجديدة، حيث ضمت جميع الدول الإيطالية الأخرى. بالتالي استمرت المملكة قانونيًا في الدولة الجديدة حيث نقلت لها كامل مؤسساتها.

## تاريخ بييمونتي المبكر

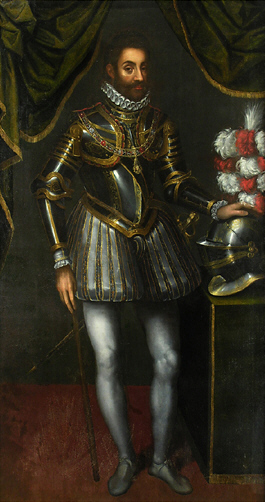
إيمانويلي فيليبيرتو دوق سافويا (1553–1580)، عرف «بالرأس الحديدية».

سكن بييمونتي منذ بدايات العصور التاريخية قبائل كلتية ليغورية مثل التاوريني والسالاسي. خضع هؤلاء لاحقًا للرومان (تقريبًا 220 قبل الميلاد) الذين أسسوا العديد من المستعمرات بما فيها أوغوستا تاورينوروم (تورينو) وإيبورديا (إفريا). بعد سقوط الإمبراطورية الرومانية الغربية، تعرضت المنطقة للغزو المتكرر من البرغنديين، والقوط (القرن الخامس)، والبيزنطيين، واللومبارد (القرن السادس)، والفرنجة (773). كما كانت هناك توغلات في القرنين التاسع والعاشر من قبل المجر والمسلمين. كانت المنطقة حينها جزءًا من مملكة إيطاليا كجزء من الإمبراطورية الرومانية المقدسة وقسمت إلى مقاطعات.
قام أودو من سافويا بضم بييمونتي إلى شطره من سافويا، وكانت عاصمته شامبيري (في فرنسا حاليًا). ظلت المناطق الأخرى مستقلة، مثل بلديات أستي وألساندريا ومركيزيات سالوتسو ومونتفيرات. رقيت مقاطعة سافويا إلى دوقية في 1416، ونقل الدوق إيمانويلي فيليبيرتو مقره إلى تورينو في 1563.

## تاريخ سردينيا المبكر

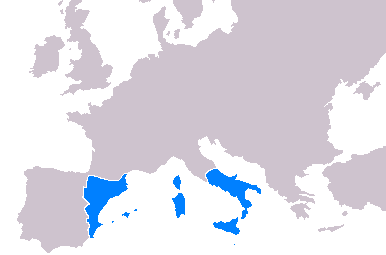
أراغون في القرن الخامس عشر

قام البابا بونيفاتشي الثامن في 1297 بالتدخل في النزاع بين آل أنجو وآل أراغون، ليشكل على الورق مملكة سردينيا وكورسيكا والتي ستكون إقطاعية بابوية. عرض البابا بعدها هذه الإقطاعية على خايمي الثاني ملك أراغون، ووعده بالدعم الذي يحتاج بغزو سردينيا البيزانية مقابل صقلية. شكل خايمي الثاني في 1323 تحالفًا مع أوغوني الثاني من أربوريا وبعد حملة عسكرية دامت لعام تقريبًا، نجح في احتلال المناطق البيزانية في كالياري وغالورا بالإضافة إلى مدينة ساساري، معلنًا سيطرته على مملكة سردينيا وكورسيكا. أعلنت أراغون في 1353 الحرب على أربوريا ومن ثم تحاربت مع قائدها ماريانوس الرابع من أربوريا من عائلة كاباي دي باس ولكنهم لم ينجحوا في القضاء على آخر جيوديكاتي (الممالك الأصلية في سردينيا) حتى 1420. احتفظت مملكة سردينيا وكورسيكا بصفتها المستقلة عن عرش أراغون ولم تدمج فيه. خلال نزاعه مع أربوريا قام بيدرو الرابع بمنح المملكة مجلسًا تشريعيًا خاصًا وقوانينها الخاصة. حكمت المملكة باسم الملك عبر وال. في 1420، قام ألفونسو الخامس ملك صقلية ووريث عرش أراغون بشراء ما تبقى من الأرض بنحو 100,000 فلورين ذهبي من جيوديكاتو أربوريا من آخر قاض غوليلمو الثالث من ناربون وبذلك أصبحت مملكة سردينيا تشمل الجزيرة كاملة، عدا مدينة كاستلساردو (عرفت حينها باسم كاستلدوريا أو كاستلجنوفيزي) والتي سرقت من عائلة دوريا في 1448، وأعيدت تسميتها كاستيلو أراغونيز.
أما كورسيكا والتي لم تضم أبدًا إلى المملكة، فقد أسقطت من اللقب الرسمي ومرر سردينيا مع تاج أراغون إلى إسبانيا الموحدة. دفع كل من هزيمة الممالك المحلية البلديات والسنيوريات والقبضة الأراغونية الحديدية (ولاحقًا الإسبانية)، مع ظهور إقطاعية عقيمة بالإضافة إلى اكتشاف الأمريكيتين إلى تدهور مستمر لمملكة سردينيا. تلا ذلك مرحلة من التمردات القصيرة خلال عهد النبيل المحلي ليوناردو دي ألاغون مركيز أوريستانو والذي دافع عن أراضيه ضد الوالي نيكولو كاروز حيث تمكن من هزيمة جيش الوالي في عقد 1470 ولكنه سحق لاحقًا في معركة ماكومير في 1478، وانتهت بذلك التمردات في الجزيرة. فاقمت هجمات القراصنة وسلسلة من الطواعين (منذ 1582 و1652 و1655) من سوء الوضع.

## الفتح الأراغواني لجزيرة سردينيا
على الرغم من أن «مملكة سردينيا وكورسيكا» يمكن القول بأنها بدأت كدولة مثيرة للجدل وغير عادية بحكم القانون في عام 1297، إلا أنه بحكم الواقع وجودها الفعلي قد بدأ عام 1324 عندما استولى جيمس الثاني، بعد دعوة من حلفائه إلى جوديكاتو دي أربوريا أثناء الحرب مع جمهورية بيزا، على أراضي بيزا في ولايتي كالياري وغالورا السابقتين وأكد على اللقب الذي وافق عليه البابا. في عام 1347، شنّ الأراغونيون حربًا على مالكي بيت دوريا وبيت مالاسبينا، الذين كانوا من مواطني جمهورية جنوة، التي كانت تسيطر على معظم أراضي ولاية لوغودورو السابقة في شمال غرب سردينيا بما في ذلك مدينة ألغيرو وجمهورية ساساري شبه العسكرية، وضمتهم إلى مقاطعاتها المباشرة.
ثبُت أن جوديكاتو دي أربريا، الدولة السردينية الوحيدة التي ظلت مستقلة عن السيطرة الأجنبية، أصعب بكثير من أن يتم إخضاعها. مهددة من قِبَل ادعاءات الأراغونيين وتوحيد بقية الجزيرة عام 1353 تحت قيادة ماريانوس الرابع، بدأ غزو الأراضي السردينية المتبقية التي شكلت مملكة سردينيا. في عام 1368، نجح هجوم أربوري في دفع الأراغونيين تقريبًا من الجزيرة، ما أدى إلى تقليص «مملكة سردينيا وكورسيكا» إلى مجرد مدينتي ميناء كالياري وألغيرو وإدماج كل شيء آخر في مملكتهما.
أعادت معاهدة سلام أراغون ممتلكاتهم السابقة عام 1388، لكن التوترات بقيت مستمرة حتى اكتسح الجيش الأربوري بقيادة برانكاليوني دوريا مرة أخرى معظم الجزيرة وأخضعها للحكم الأربوري. استمر هذا الوضع حتى عام 1409 عندما عانى جيش أربوريا من هزيمة ثقيلة على يد جيش أراغون في معركة سانلوري. بعد بيع الأراضي المتبقية لقاء 100,000 قطعة من الذهب إلى جوديكاتو دي أربوريا عام 1420، امتدت «مملكة سردينيا» في مختلف أنحاء الجزيرة باستثناء مدينة كاستلساردو (التي كانت تسمى آنذاك كاستيلدوريا أو كاستيلجينوفي) والتي سُرقت من أسرة دوريا في عام 1448. بعد أن استغرق إخضاع سردينيا حوالي القرن تقريبًا، تم إسقاط اللقب الرسمي لكورسيكا، التي لم يسبق لها أن قاتلت ضد جنوة.

## الخرائط

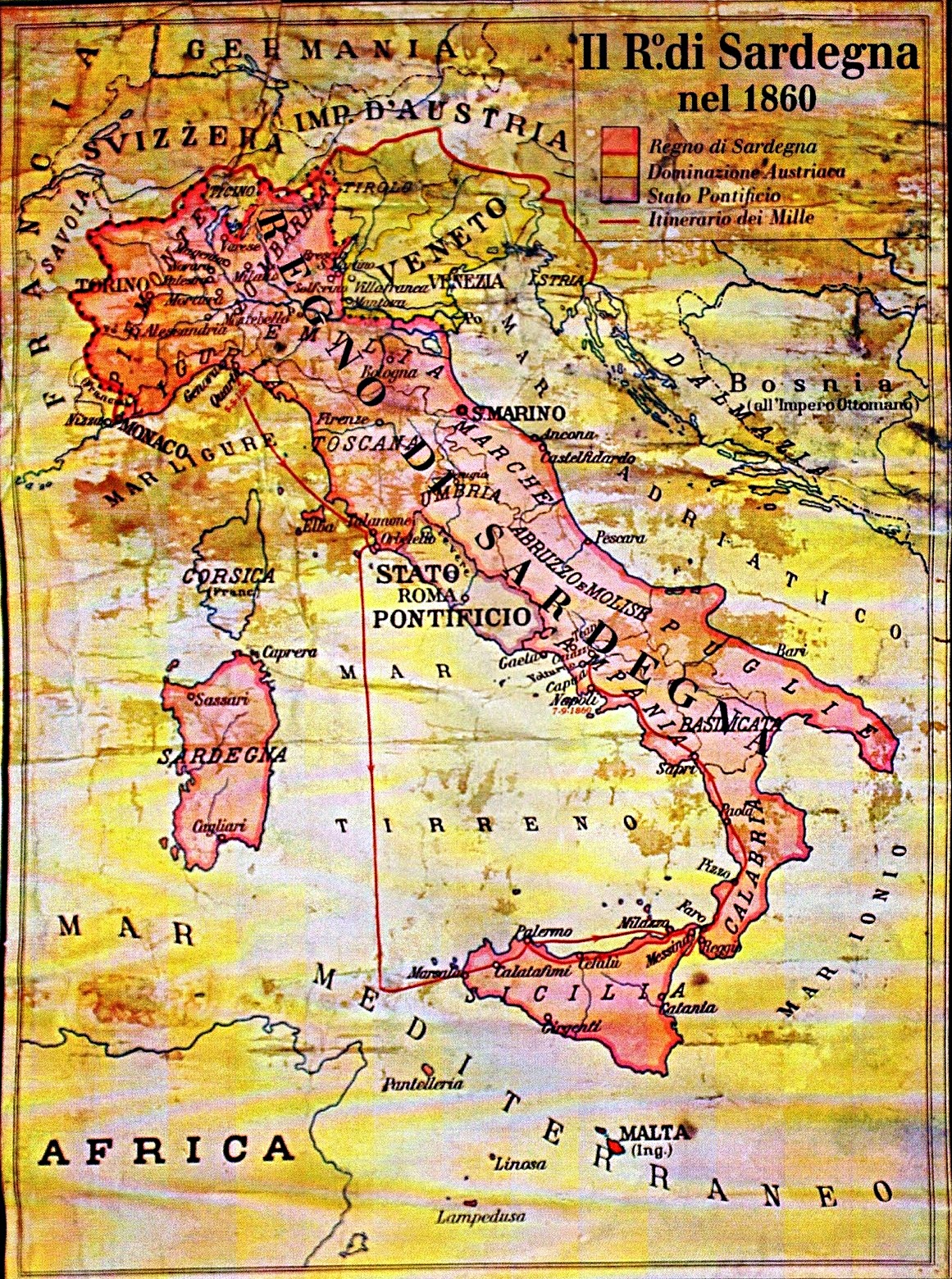
سردينيا في أكبر اتساع لها, سنة 1860.

ايطاليا في 1843(بييمونتي سردينيا تظهر باللون الأزرق).

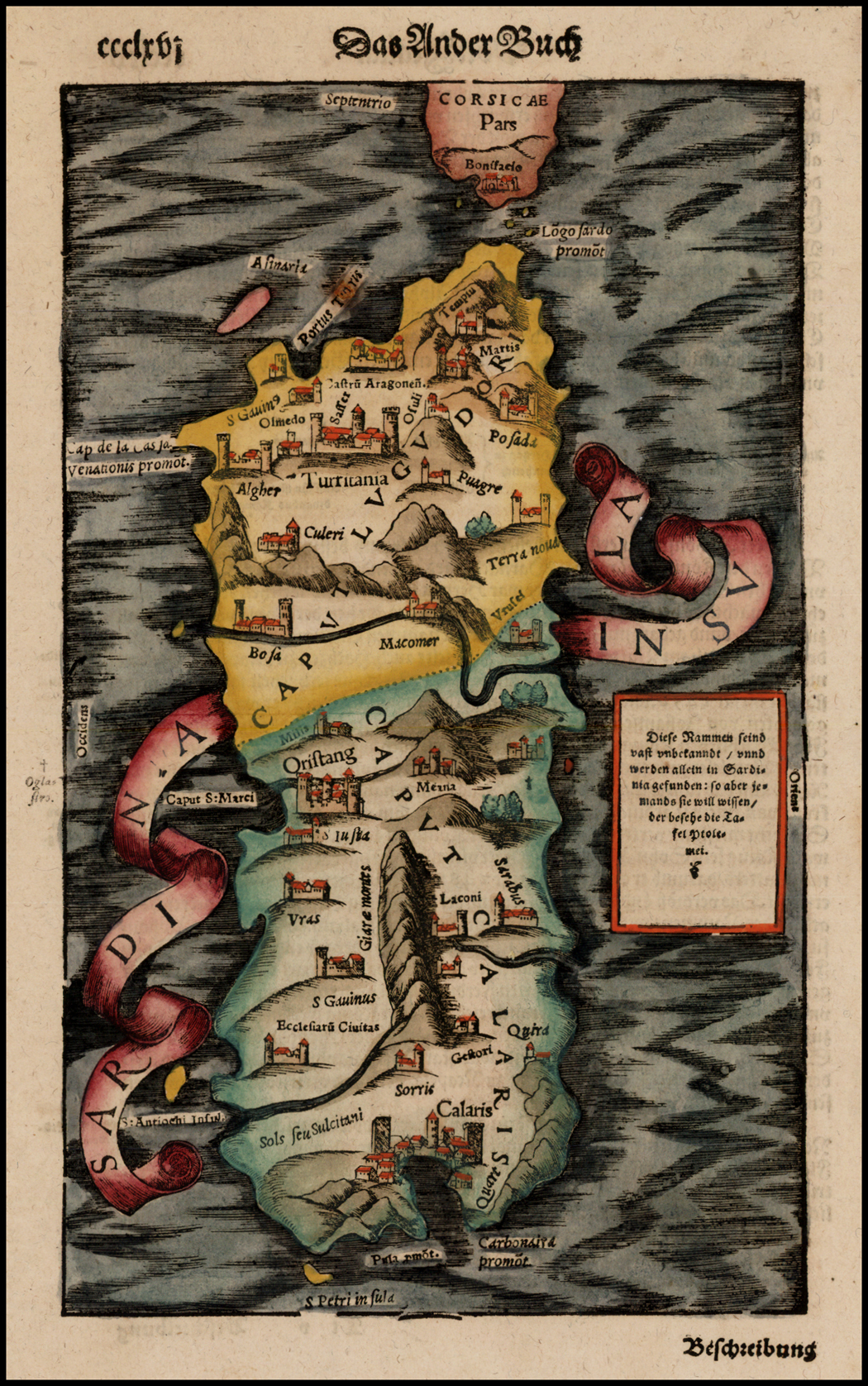
خريطة لسردينيا تعود للقرن 16.

## الدول المكونة
حتى الدمج الكامل عام 1848، كانت الدولة السافوية تشمل الدول التالية:
- دوقية سافويا
- إمارة بييمونتي
- كونتية نيس
- دوقية جنوى
- ولاية سردينيا

## معرض صور
